# Sauðárkrókur
Sauðárkrókur je největší město na severozápadním Islandu. V roce 2006 zde žilo 2 606 obyvatel. Zeměpisné souřadnice jsou 65°45' severní šířky a 19°38' západní délky.

## Historie a současnost
Město bylo pojmenováno podle blízké řeky Sauðá. Nejstarší osídlení území pochází již z doby Vikingů. Díky výhodné poloze na pobřeží tu již během dánského monopolu na Islandu (1602–1787) byla umístěna obchodní stanice, nicméně většinou se zde obchodovalo ilegálně.[zdroj?] V roce 1858 bylo osadě uděleno povolení k obchodování a v roce 1871 se zde usadil první stálý obyvatel. V roce 1900 zde žilo již více než 400 obyvatel.
Město je nyní významným centrem obchodu a služeb v oblasti. Hlavním ekonomickým odvětvím je rybolov, dále například mlékařství nebo lehký průmysl. Ze služeb jsou zde zastoupeny například informační technologie a finanční nebo konzultační služby.
V roce 2004 zde byl postaven stadion, který je nyní sídlem místního fotbalového klubu UMF Tindastóll.

## Galerie

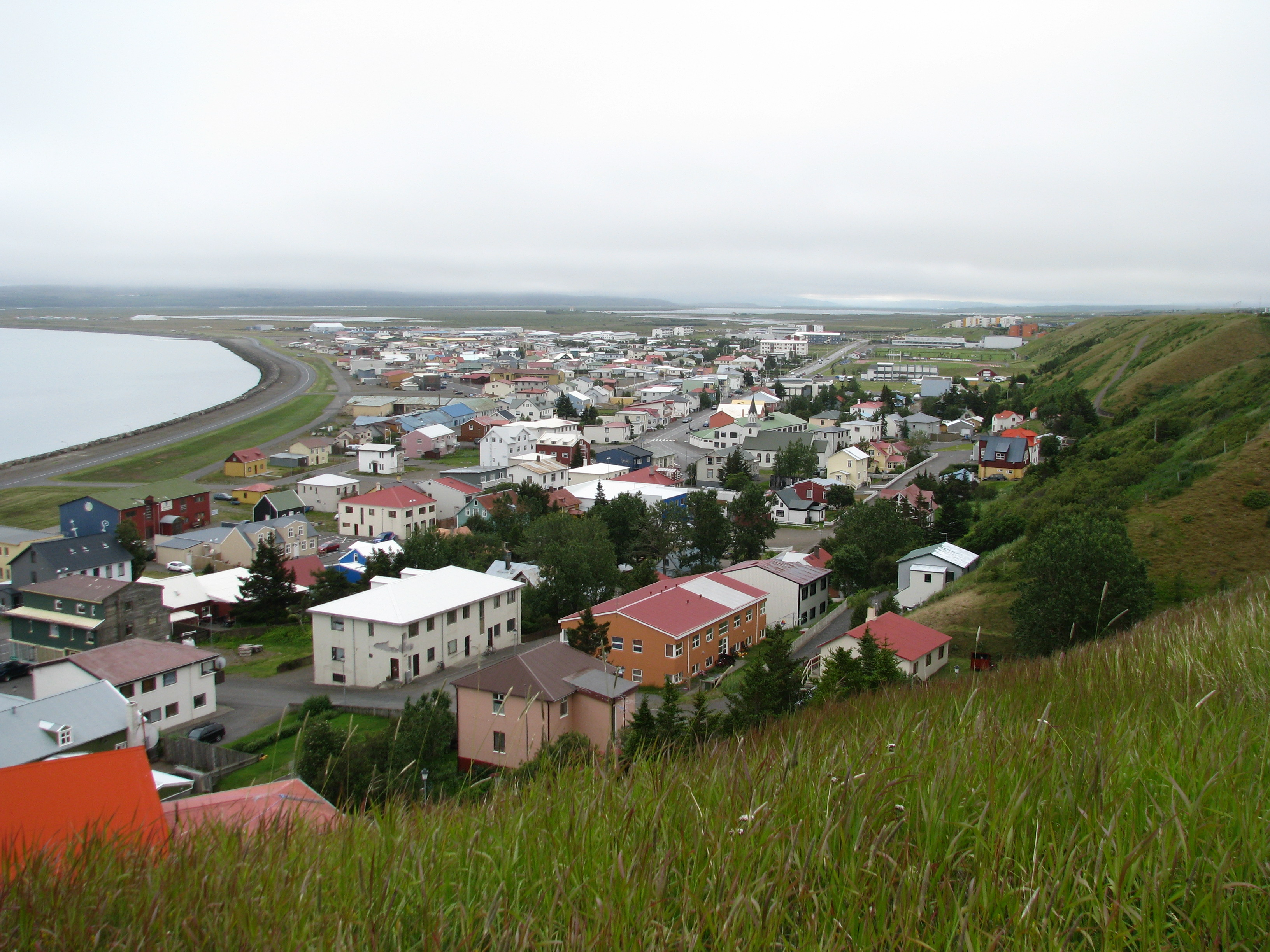
Celkový pohled na město
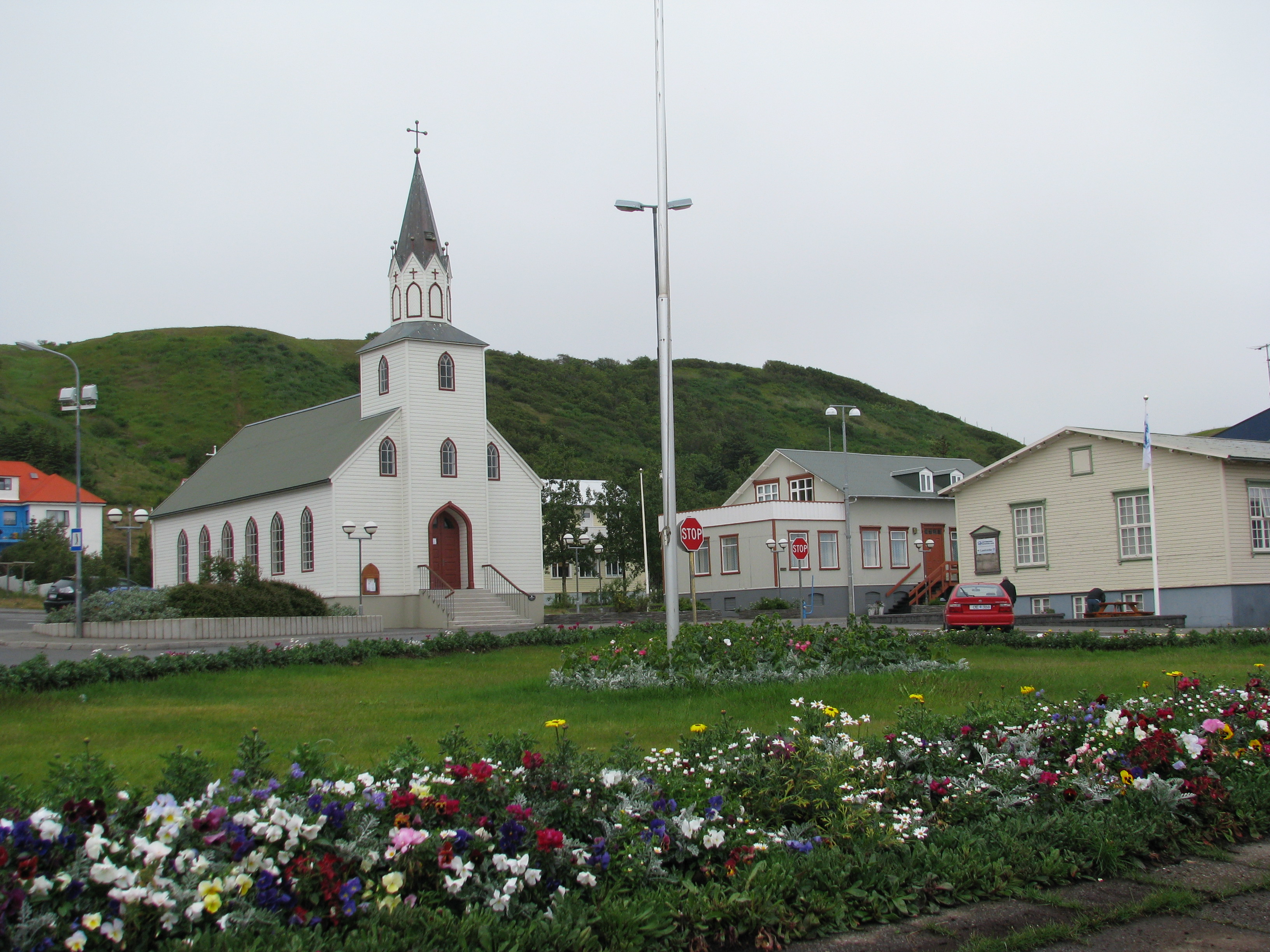
Místní kostel
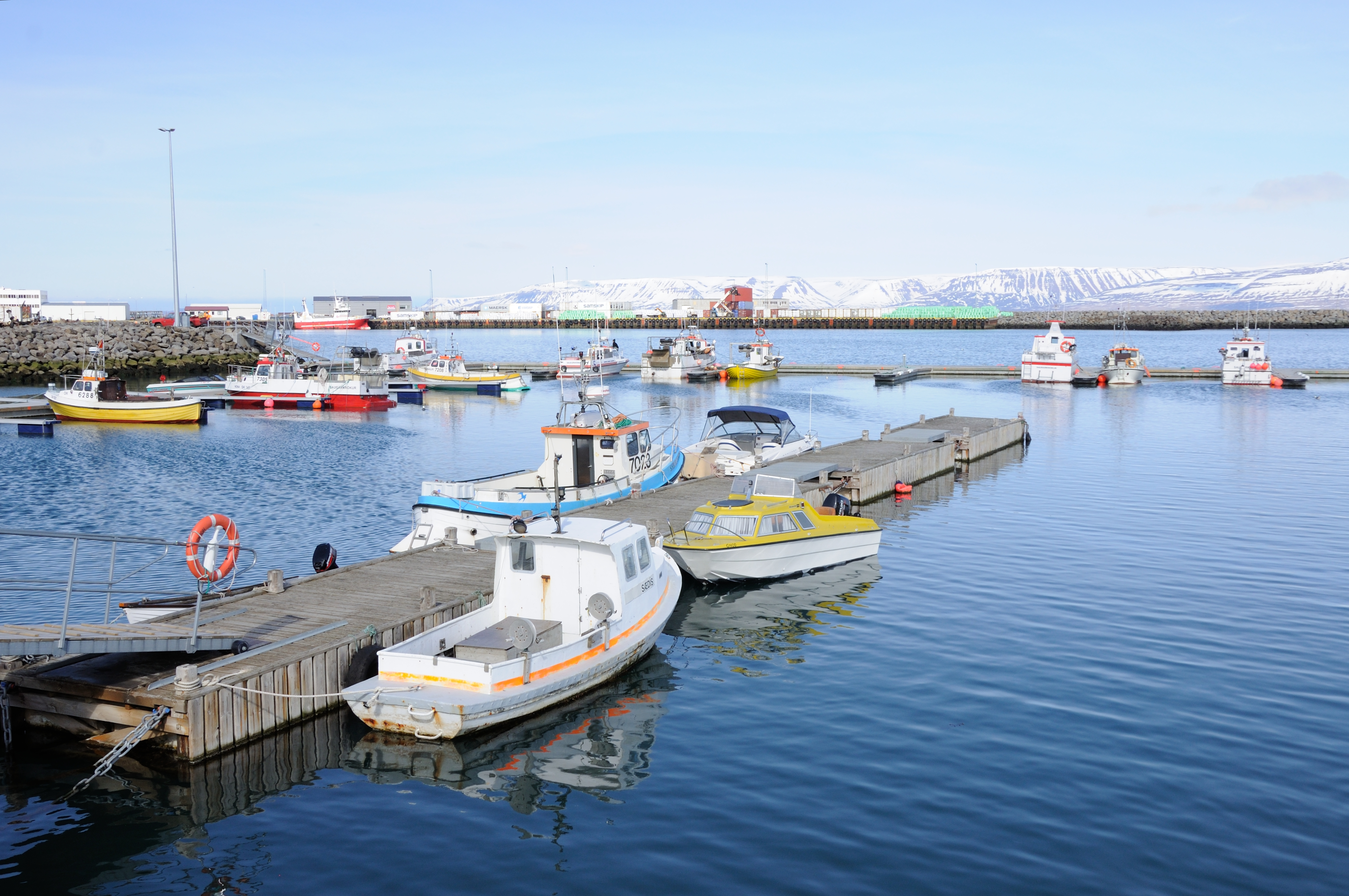
Místní přístaviště